# كايتو هاياشيدا
كايتو هاياشيدا (باليابانية: 林田 魁斗) (مواليد 29 أغسطس 2001) هو لاعب كرة قدم ياباني.

## وصلات خارجية
- كايتو هاياشيدا على موقع رابطة كرة القدم اليابانية للمحترفين (اليابانية)
- كايتو هاياشيدا على موقع Soccerway.com (الإنجليزية)
- كايتو هاياشيدا على موقع عالم كرة القدم.نت (الإنجليزية)